# Nebulin
Nebulin ist ein Protein des dünnen Filaments im Skelettmuskel. Die Aufgaben von Nebulin sind bisher noch unvollständig aufgeklärt. Laut aktuellen Forschungen scheint es aber vor allem für den Aufbau der Z-Scheibe und in der Regulation der Muskelkontraktion eine wichtige Rolle zu spielen. Ebenfalls scheint es eine Funktion als „muskuläres Lineal“ innezuhaben und so den korrekten Aufbau von Sarkomeren zu regulieren.
Aufgrund seiner massiven Größe (600–900kDa) war es bisher in Forschungsexperimenten nur schlecht isolierbar und somit begrenzt untersuchbar. Durch Experimente mit Nebulin-Knockout-Mäusen konnten verschiedene Funktionen des Proteins entdeckt werden.

## Nebulin als „molekulares Lineal“
Die Länge der Aktinfilamente in Sarkomeren von gestreiften Muskelzellen ist genau reguliert. Nebulin scheint sich entlang des dünnen Filaments (Aktinfilament) im Sarkomer zu befinden. Das C-terminale Ende ist in der Z-Scheibe verankert, während sich das N-terminale Ende nahe dem Minus-Ende des Aktin Filaments in der Mitte des Sarkomers befindet.
Eine bestimmte Region (M1M2M3) im N-terminalen Ende des Nebulin weist Interaktionen mit dem Aktin-Capping-Protein Tropomodulin auf und könnte somit dessen Anheftung an das Minus-Ende des Aktinfilaments am richtigen Ort begünstigen.